# Thylamys elegans
Thylamys elegans är en pungdjursart som först beskrevs av Waterhouse 1839. Thylamys elegans ingår i släktet Thylamys och familjen pungråttor. IUCN kategoriserar arten globalt som livskraftig. Inga underarter finns listade.
Arten blir med svans 221 till 256 mm lång, svanslängden är 115 till 142 mm och vikten är 18,5 till 41 g. Bakfötterna är 13,5 till 16 mm långa och öronen 21 till 24,5 mm stora. Svansen är täckt av fina hår och den blir under vissa tider tjockare som en fettreserv. Den täta och mjuka pälsen på ovansidan har en grå till brun färg som blir ljusare fram till kroppssidorna. På undersidan förekommer ljusgrå, gulaktig eller vitaktig päls. Thylamys elegans har påfallande svarta ögonringar. Hos honor förekommer 19 spenar.
Pungdjuret förekommer i centrala Chile väster om Anderna. Arten vistas i låglandet och i upp till 2500 meter höga bergstrakter. Habitatet utgörs av olika slags skogar och buskmarker. Djuret äter insekter och små ryggradsdjur. Antagligen kompletteras födan med frukter och as.
Individerna vilar bakom stenar, i trädens håligheter, mellan rötter eller i jordhålor som skapades av marsvin. Thylamys elegans klättrar i träd och går på marken. Honor saknar pung (marsupium) eller utvecklar bara en rudimentär pung. De har mellan september och mars en eller två kullar. En kull har oftast 8 till 12 ungar och ibland upp till 15 ungar. Arten håller under årets kalla månader vinterdvala.